# Pavel Kühn
Pavel Kühn (7. července 1938, Praha – 5. ledna 2003, tamtéž) byl český sbormistr, hudební režisér a aranžér, zakladatel Kühnova smíšeného sboru.

## Život
Pocházel z hudebnické rodiny a již jako dítě zpíval v Kühnově dětském sboru, který založil jeho otec Jan Kühn, sbormistr a operní pěvec, zakladatel Českého filharmonického sboru a Kühnova dětského sboru. Také matka byla operní pěvkyně, sbormistryně a klavíristka.
Po absolvování gymnázia studoval hru na violoncello a následně obor dirigování na pražské HAMU. Poté se ujal sbormistrování Pražského filharmonického sboru, Pěveckého sboru Československého rozhlasu a od roku 1958 vlastního Kühnova smíšeného sboru, který založil. Sbor inspiroval například Bohuslava Martinů ke zkomponování kantáty Mikeš z hor.
Pavel Kühn zemřel po krátké těžké nemoci 5. ledna 2003 v Praze.

## Ocenění
V roce 2000 získal Cenu Gustava Mahlera za celoživotní dílo.